# Victor Ocampo (bisschop)
Victor Ocampo (Angeles, 6 maart 1952 – Gumaca, 16 maart 2023) was een Filipijns rooms-katholiek geestelijke. Hij was van 2015 tot 2023 bisschop van het Filipijnse bisdom Gumaca.

## Biografie
Ocampo werd op 5 november 1977 tot priester gewijd tijdens een ceremonie in de Kathedraal van Balanga. Nadien werkte hij als priester in acht verschillende parochies in het bisdom. Van november 2009 tot juli 2010 was interim bestuurder van het bisdom van Balanga. Op 12 juni 2015 werd Ocampo door paus Franciscus benoemd tot bisschop van Gumaca als opvolger van bisschop Buenaventura Famadico.
In 2023 overleed Ocampo op 71-jarige leeftijd aan de gevolgen van een hartaanval in het ziekenhuis van Gumaca.